# Claudia Andreatti
Claudia Andreatti (Trento, 29 marzo 1987) è un'annunciatrice televisiva, ex modella e conduttrice televisiva italiana, vincitrice del concorso di bellezza Miss Italia 2006.
È stata l'ultima "signorina buonasera" di Rai 1, ruolo che ha ricoperto dal 2007 al 2016.

## Biografia

### Miss Italia 2006
Originaria di Pergine Valsugana, dal Trentino-Alto Adige approda al mondo dello spettacolo tramite il concorso di Miss Italia che nel 2006 la incorona la più bella. La sua vittoria ha colpito parecchi poiché è stata la prima Miss Italia degli ultimi anni a conquistare il titolo portando i capelli molto corti. Altre miss, molto tempo prima, si presentarono al concorso con lo stesso look: Eleonora Resta nel 1985, Susanna Huckstep nel 1984, Cinzia Fiordeponti nel 1979, Alda Balestra nel 1970, e Raffaella De Carolis nel 1962, nove anni dopo l'elezione di Claudia si presenta con i capelli corti Alice Sabatini nel 2015. Questo titolo le regala l'opportunità di scoprire l'universo della TV affermando il suo interesse per lo spettacolo. Prima di essere eletta Miss Italia parte per un programma scolastico organizzato dalla World Education Program negli Stati Uniti dove ha studiato presso un college di El Paso in Texas.

### Annunciatrice e inviata televisiva
Un anno dopo la sua vittoria, Claudia viene scelta al posto di Barbara Matera come signorina buonasera di Rai 1. Il suo primo annuncio va in onda la notte di domenica 2 dicembre 2007. Negli anni 2007 e 2008, nel mese di agosto, conduce Aspettando Miss Italia, in vista del concorso. Nel settembre 2008 presenta i reportage sulle pre-finali di Miss Italia, sempre trasmessi dalla rete ammiraglia. Durante l'estate 2008 inoltre presenta varie selezioni locali del concorso Miss Italia in diverse regioni italiane e manifestazioni di vario genere.
Nell'aprile 2009 è una delle inviate speciali per la finale del talent show X Factor, in onda su Rai 2. Nel dicembre del 2009 conduce, insieme a Michele Bertocchi, lo speciale natalizio Aspettando il Natale con lo Zecchino, in onda su Rai 1 il pomeriggio della vigilia di Natale. Da gennaio a maggio 2010 conduce Sette Note, appuntamento della domenica notte di Rai 1 interamente dedicato alla musica, ideato da Gigi Marzullo.
Nell'estate 2010 riveste il ruolo di inviata in Unomattina estate condotto da Pierluigi Diaco e Georgia Luzi, sempre su Rai 1. Ogni domenica, dal 12 settembre 2010, conduce la nuova stagione di Sette Note. In occasione della "maratona televisiva" di Telethon 2010 che la RAI trasmette sui suoi canali TV e radio il 17, 18 e 19 dicembre, è impiegata come "inviata per il backstage" della maratona. Il 1º gennaio 2011, in diretta da Bacoli (Napoli), conduce insieme a Fabrizio Gatta La nave di capodanno, in onda su Rai 1 durante la notte di San Silvestro.
Concluso l'impegno stagionale con la rubrica musicale Sette note, a partire dal 4 giugno 2011 e per tutti i fine settimana estivi affianca in studio i conduttori di Uno mattina estate weekend, Ingrid Muccitelli e Gianni Milano. Cura lo spazio dell'almanacco con curiosità, utili informazioni e aggiorna i telespettatori sulla situazione meteorologica in Italia. Nei mesi di agosto e settembre 2011 conduce su Radio 2 la rubrica "'Extrem'" spazio dedicato agli sport alternativi inserito nel programma Music Graffiti. Il 10 dicembre 2011 dall'auditorium Parco della musica in Roma presenta, con Massimo Giletti, il Concerto della Guardia di Finanza in onda su Rai 1 a partire dalle 11.
Il 31 dicembre 2011 da piazza del Plebiscito a Napoli presenta, con Fabrizio Gatta, Capodanno italiano, programma trasmesso in diretta su Rai uno in seconda serata. Dal 7 gennaio 2012 partecipa come concorrente a Ballando con le stelle su Rai 1, in coppia con Samuel Peron, venendo poi eliminati alla 4ª puntata. Dal 15 luglio 2012 su Rai 1 conduce, insieme a Enrica Maria Saraniti e Natalia Borges, il programma itinerante L'Italia che non sai, diario di viaggio nei luoghi meno conosciuti dell'Italia. Il 14 agosto 2012 per Rai 1, dall'Accademia Nazionale di danza in Roma, presenta in seconda serata Premio Roma Danza 2012. Dal 5 ottobre 2012 presenta la rubrica sportiva Sport Up in onda tutti i venerdì alle 15 su Rai Sport 1. Il 15 dicembre 2014 presenta assieme a Enzo Decaro la diciannovesima edizione del Premio Louis Braille, trasmesso su Rai 1 il 5 gennaio 2015 in seconda serata.
Il 14 maggio 2016 annuncia in Eurovisione i voti della giuria italiana al pubblico europeo durante la finale dell'Eurovision Song Contest 2016. Il successivo 28 maggio è la data del suo ultimo annuncio da "signorina buonasera" su Rai 1, curiosamente trasmesso solo al termine del TG1 serale del 28 maggio 2016 a causa della morte di Giorgio Albertazzi che ha modificato i palinsesti della giornata. Nell'estate dello stesso anno torna a Unomattina Estate come inviata insieme a Lino Zani per la rubrica I rifugi più belli d'Italia. Dal 2016 è inviata della trasmissione Mezzogiorno in famiglia, in onda ogni sabato e domenica mattina su Rai 2 fino al 2019.

### Vita privata
Il 1º marzo 2021 ha avuto il suo primogenito Alessandro Andrea dal compagno, con cui vive in Svizzera, l'italo-svizzero Andrea Tognola.

## Programmi televisivi
- Aspettando Miss Italia (Rai 1, 2007-2008)
- Annunciatrice di Rai 1 (2007-2016)
- Miss Italia 2008 - Le prefinali (Rai 1, 2008)
- X Factor 2 (Rai 1, 2009) - inviata
- Aspettando il Natale con lo Zecchino (Rai 1, 2009)
- Sette note (Rai 1, 2010-2012)
- Unomattina Estate (Rai 1, 2010, 2016) - inviata
- Telethon (Rai 1, 2010) - inviata
- Notte di Capodanno (Rai 1, 2011-2012)
- Unomattina Estate Weekend (Rai 1, 2011) - co-conduttrice
- Concerto della Guardia di Finanza (Rai 1, 2011)
- Ballando con le stelle 8 (Rai 1, 2012) - concorrente
- L'Italia che non sai (Rai 1, 2012)
- Premio Roma Danza (Rai 1, 2012)
- Sport Up (Rai Sport 1, 2012-2013)
- Premio Louis Braille (Rai 1, 2015)
- Effetto Estate (Rai 1, 2015) - inviata
- Eurovision Song Contest 2016 (Rai 1, 2016) - portavoce Italia
- Mezzogiorno in famiglia (Rai 2, 2016-2019) - inviata